# Caryophyllia rugosa
Caryophyllia rugosa är en korallart som beskrevs av Henry Nottidge Moseley 1881. Caryophyllia rugosa ingår i släktet Caryophyllia och familjen Caryophylliidae. Inga underarter finns listade i Catalogue of Life.